# Conor Tracey
Conor Joseph Tracey (* 13. April 1997) ist ein neuseeländischer Fußballtorhüter.

## Karriere

### Klub
Aus der Jugend des Auckland City FC kommend, ging es für Tracey ab Sommer 2016 im Erwachsenenbereich bei Three Kings United weiter. Im September des folgenden Jahres kehrte er zu Auckland City zurück. Hier gehörte er zum Kader, bekam aber in der Saison 2017/18 in keinem Wettbewerb Einsatzzeit. In der darauffolgenden Saison spielte er für Canterbury United, von Beginn an als Stammtorhüter. Sein Debüt gab er am 1. Spieltag, als er bei einem 1:0-Sieg über Southern United ohne Gegentreffer blieb. Nach Saisonende holte ihn Auckland City zurück und setze ihn am 10. November 2019 erstmals in der ersten Mannschaft ein. Danach stand er auch in fast allen weiteren Partien seiner Mannschaft im Tor und sammelte so auch erste Einsätze in der OFC Champions League.
Ab der Saison 2020/21 wurde er von Cameron Brown verdrängt, konnte aber mit der Einführung der National League zur Saison 2021 nach kurzer Zeit den Kampf um den Stammplatz wieder für sich gewinnen. Diesen Platz konnte er bis Mitte der Spielzeit 2022 halten, als er wieder Brown den Vortritt geben musste. Eine Saison später wechselte er sich im Tor mit Joe Wallis und teils auch wieder mit Brown ab. Für den Verlauf der Spielrunde 2024 nahm er wieder in den meisten Spielen den Stammplatz ein. Er stand in allen drei Grand Finals, die er mit dem Klub erreichte, für die volle Spielzeit auf dem Platz. Bislang gewann er mit Auckland City vier Mal die Meisterschaft, zwei Mal die Minor Premiership und drei Mal die OFC Champions League.

### Nationalmannschaft
Nach ersten Freundschaftsspielen, bei denen er im Juli 2019 für die neuseeländische U23 debütierte, agierte er für diese bei der Ozeanienmeisterschaft 2019, stand aber lediglich beim 12:0-Gruppenspielsieg über Amerikanisch-Samoa auf dem Platz.